# Evilive
Evilive — концертный альбом американской панк-рок-группы The Misfits, вышедший в 1982 году.

## Об альбоме
В декабре 1982 года запись была выпущена в виде мини-альбома, состоящего из семи песен, но позже были добавлены ещё 5 песен и альбом вышел в октябре 1987 года. Альбом был выпущен на лейбле фронтмена группы Гленна Данцига Plan 9 Records. Название альбома — палиндром. Evilive был включён в бокс-сет The Misfits.

## Информация о записи
- Треки 1—7 были записаны 17 декабря 1981 года в The Ritz в Нью-Йорке (штат Нью-Йорк)
- Треки 8—12 были записаны 20 ноября 1981 года на Бродвее в Сан-Франциско (штат Калифорния)

## Список композиций
Все песни написаны Гленном Данцигом.
1. «20 Eyes» — 1:55
2. «Night of the Living Dead» — 1:43
3. «Astro Zombies» — 2:03
4. «Horror Business» — 2:05
5. «London Dungeon» — 2:14
6. «Nike-a-Go-Go» — 3:22
7. «Hatebreeders» — 2:39
8. «Devil’s Whorehouse» — 1:40
9. «All Hell Breaks Loose» — 1:33
10. «Horror Hotel» — 1:12
11. «Ghouls Night Out» — 1:42
12. «We Are 138» — 1:27

### Мини-альбом

#### Сторона A
1. «20 Eyes» — 1:55
2. «Night of the Living Dead» — 1:43
3. «Astro Zombies» — 2:03
4. «Horror Business» — 2:05

#### Сторона B
1. «London Dungeon» — 2:14
2. «All Hell Breaks Loose» — 1:33
3. «We Are 138» — 1:27

## В записи участвовали
- Гленн Данциг — вокал
- Дойл — гитара
- Джерри Онли — бас-гитара, бэк-вокал
- Артур Гуги — ударные
- Генри Роллинз — бэк-вокал на «We Are 138»